# Ivan Mihajlovics Rizak
Ivan Mihajlovics Rizak (ukránul: Іван Михайлович Різак; Borhalmi, 1965. szeptember 21. –) ukrán politikus, 2002–2005 között a Kárpátaljai Területi Állami Közigazgatási Hivatal elnöke.
Ivan Rizak 1965. szeptember 21-én született Kárpátalja Munkácsi járásában, Borhalmi (Бобовище/Boboviscse) faluban. A helyi általános iskola elvégzése után a munkácsi 7. sz. szakközépiskolába jár. 1984–1986 között a Szovjet Hadseregben szolgált sorkatonaként. Ezt követően az Ungvári Állami Egyetem (ma: Ungvári Nemzeti Egyetem) fizika karára ját, ahol 1990-ben kapott fizikusi diplomát. 1990–1992 között az ungvári egyetemen volt aspirantúrán. Disszertációját 1992-ben védte meg, ezt követően kandidátusi fokozatot kapott. Kutatási területe a félvezetők és azok szilárdtestfizikája volt. Közel 60 db tudományos publikációja és 2 monográfiája jelent meg fizikai témában.
1990–1994 között tudományos segédmunkatársként, munkatársként, majd főmunkatársként dolgozott az Ungvári Állami Egyetem fizikai karán, később pedig az Ungvári Ifjúsági Szociális Központ vezetője volt.
1994-től politikai pályára lépett. 1994–1998 között különféle funkciókat töltött be a Kárpátaljai Megyei Állami Közigazgatási Hivatalnál, volt titkárságvezető-helyettes, valamint a szervezési főosztály vezetője. Társadalmi és párttevékenységét a Kárpátaljai Ifjúsági Demokrata Szövetségben kezdte, amelynek 1992-től vezetője volt. 1997-től ez Egyesített Ukrán Szociáldemokrata Párt – SZDPU(o) – tagja. 1997–1999 között a területi pártszervezet elnök-helyettese volt, majd 1999 júliusától megyei elnök. 1998 decemberében az SZDPU(o) politikai tanácsába, majd 1999 áprilisában a politikai bizottságába is beválasztották. Ezeknek az országos testületeknek jelenleg is tagja.
Közben az államigazgatási apparátusban is előrelép, 1998-ban a megyei állami közigazgatási hivatalt vezető Viktor Baloha helyettesévé, 1999 áprilisában első helyettesévé nevezték ki. 2000 júliusában, az SZDPU(o) és Viktor Baloha szakítását követően Balohával együtt menesztették a megyei adminisztrációból. 2000–2001 között egy tudományos tevékenységet támogató ukrajnai alapítvány kárpátaljai részlegének helyettes vezetőjeként tevékenykedett.
2001 júniusában visszatért a megyei közigazgatási hivatalba, Hennagyij Moszkal megyei adminisztráció-elnök első helyettesévé nevezték ki. A 2002-es ukrajnai parlamenti választásokon az SZDPU(o) listájáról képviselővé választották. Az ukrán Legfelsőbb Tanácsban a környezetvédelmmel és a csernobili katasztrófa következményeinek felszámolásával foglalkozó parlamenti bizottságot vezette. 2002 szeptemberében az SZDPU(o) központi kormányzatban történt térnyerését követően Rizakot a Kárpátaljai Megyei Állami Közigazgatási Hivatal vezetőjévé nevezte ki Ukrajna elnöke. Erről a posztról az ukrajnai narancsos forradalom eseményeit követően, 2005 januárjában távolították el. A megyei adminisztráció élén eltöltött idő alatt az SZDPU(o) erőszakos terjeszkedésére került sor Kárpátalján.
A 2004. áprilisi munkácsi időközi polgármester-választáson, majd a 2004. novemberi ukrajnai elnökválasztáson a Kárpátalján elkövetett csalások és egyéb törvénytelenségek, valamint Volodimir Szlivka, az Ungvári Nemzeti Egyetem egykori rektorának tisztázatlan halálával kapcsolatos ügyek miatt eljárást indítottak ellene. 2005. május 13-án őrizetben vették, majd még az év szeptember 13-án ideiglenesen szabadlábra helyezték. Büntetőügyének tárgyalása Ivano-Frankivszkben, a Megyei Feljebbviteli Bíróságon zajlott. A bíróság 2007. július 31-én hirdetett ítéletet, melyben 5 év felfüggesztett börtönbüntetésre ítélték, továbbá 5 évre eltiltották a közügyek gyakorlásától.

## Külső hivatkozások
- Ivan Rizak a Hto je hto v Ukrajinyi (Ki kicsoda Ukrajnában) kiadvány honlapján (ukránul)